# Joanna Dufrat
Joanna Dufrat – historyk, dr hab. adiunkt w Zakładzie Historii Polski i Powszechnej XIX i XX wieku w Instytut Historyczny Uniwersytetu Wrocławskiego.

## Życiorys
Zajmuje się historią społeczno-polityczną I wojny światowej i dwudziestolecia międzywojennego, ze szczególnym uwzględnieniem politycznej aktywności kobiet i przemian obyczajowych.
Opracowany wspólnie z Piotrem Cichorackim Dziennik wydarzeń 1939-1944 Jędrzeja Moraczewskiego uzyskał w 2017 r. tytuł Książka Historyczna Roku w kategorii „Najlepsze wspomnienia dotyczące historii Polski i Polaków w XX wieku” oraz Nagrodę Historyczną Polityki w kategorii pamiętniki i wspomnienia.

## Wybrane publikacje
- Kobiety w kręgu lewicy niepodległościowej. Od Ligi Kobiet Pogotowia Wojennego do Ochotniczej Legii Kobiet (1908-1918/1919), Toruń 2001.
- W trosce o zdrowie moralne społeczeństwa – organizacje kobiece wobec prostytucji w dwudziestoleciu międzywojennym, [w:] Kobieta i rewolucja obyczajowa. Społeczno-kulturowe aspekty seksualności. Wiek XIX i XX, red. A. Żarnowska, A. Szwarc, Warszawa 2006,
- Migracje Polek do Francji w okresie międzywojennym,[w:] Kobiety i procesy migracyjne, red. A. Chlebowska, K. Sierakowska Warszawa 2010.
- W służbie obozu marszałka Józefa Piłsudskiego. Związek Pracy Obywatelskiej Kobiet (1928-1939), Kraków-Wrocław 2013, ISBN 978-83-7730-055-8,
- P. Cichoracki, J. Dufrat, J. Mierzwa, Oblicza buntu społecznego w II Rzeczypospolitej doby wielkiego kryzysu (1930-1935). Uwarunkowania, skala, konsekwencje, Kraków 2019, ISBN 978-83-66304-12-3,
- Rzeczpospolita niedoskonała. Dokumenty do historii buntu społecznego w latach 1930–1935, opracowane wspólnie z Piotrem Cichorackim, Januszem Mierzwą i Piotrem Rucińskim, Łomianki-Kraków 2019, ISBN 978-83-7565-626-8, ISBN 978-83-66304-18-5,
- Zofia Moraczewska, Listy do siostry 1896-1933. Dziennik 1891-1895 (1950), opracowane wspólnie z Piotrem Cichorackim, Łomianki 2018, ISBN 978-83-7565-587-2,
- Zofia i Jędrzej Moraczewscy, Korespondencja czasu przełomu 1916-1918, opracowane wspólnie z Piotrem Cichorackim, Łomianki 2017, ISBN 978-83-7565-546-9,
- Jędrzej Moraczewski, Dziennik wydarzeń 1939-1944, opracowane wspólnie z Piotrem Cichorackim, Łomianki 2016, ISBN 978-83-7565-502-5,
- Leon Wasilewski, Wspomnienia 1870-1904 (1914). Fragmenty dziennika 1916-1926. Diariusz podróży po kresach 1927, opracowane wspólnie z Piotrem Cichorackim, Łomianki 2014,